# Noah Kenshin Browne
Noah Kenshin Browne (japanisch ブラウン・ノア賢信 Browne Noah Kenshin; * 27. Mai 2001) ist ein japanischer Fußballspieler.

## Karriere
Browne erlernte das Fußballspielen in der Jugendmannschaft der Yokohama F. Marinos. Hier unterschrieb er 2019 auch seinen ersten Profivertrag. Der Verein aus Yokohama spielte in der höchsten Liga des Landes, der J1 League. Die Saison 2020 wurde er an den Drittligisten Kamatamare Sanuki ausgeliehen. Für den Verein aus Takamatsu stand er 22-mal in der dritten Liga auf dem Spielfeld. Im Februar 2021 unterschrieb er in Mito einen Vertrag beim Zweitligisten Mito Hollyhock. Mitte August 2021 wurde er vom Drittligisten Azul Claro Numazu ausgeliehen. Hier bestritt er 5 Ligaspiele. Nach der Ausleihe wurde er im Februar 2022 von Numazu fest unter Vertrag genommen. In folgenden zwei Spielzeiten bestritt er 66 Ligaspiele in denen er 15 Treffer erzielte. Im Januar 2024 wechselte er zum Zweitligisten Tokushima Vortis. Nach einer Saison, in der er 34 Ligaspiele bestritt, wechselte er im Januar 2025 zum Erstligisten Fagiano Okayama.